# Netsuke

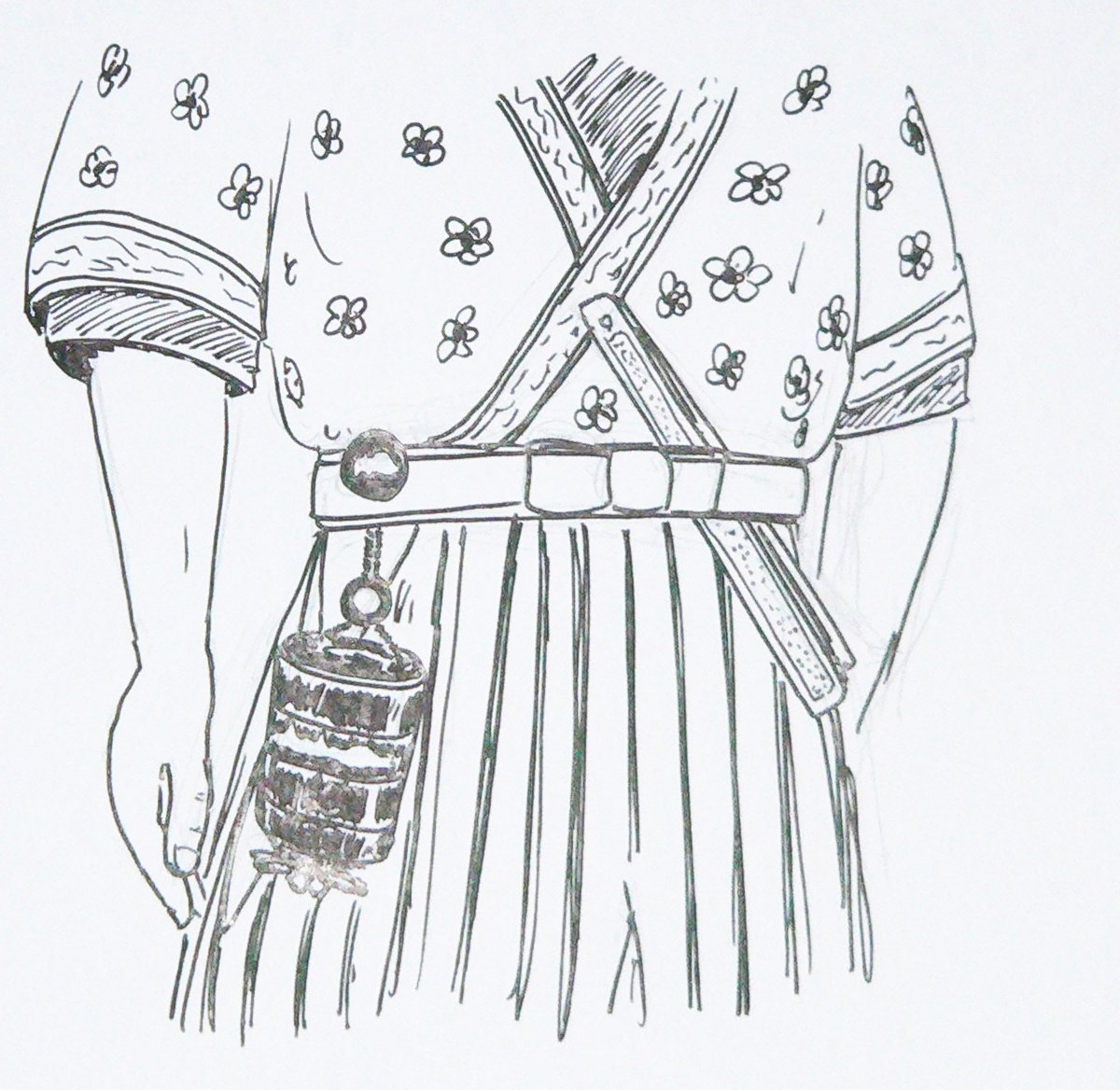
Un netsuke maintient un inrō fiché dans l'obi, palliant l'absence de poches du hakama, du kimono et du kosode.

Le netsuke (根付) est un objet vestimentaire traditionnel japonais servant à maintenir les sagemono (littéralement « objets suspendus »). Le mot se décompose étymologiquement en ne (根, « racine »), et tsuke (付, « attacher »).
Sur le plan artistique, il n'est pas exagéré de dire que le netsuke représente la tradition artistique naissante du Japon.

## Aspect fonctionnel
Le kimono n'ayant pas de poche, les différents objets usuels — matériel pour écrire (yatate), la bourse, l'étui à pipe (kiseru-zutsu), la boîte à médicaments ou à sceaux (inrō) ou la boucle de l'obi (obidome) — sont transportés dans des sortes de petites boîtes dénommées sagemono. Ces objets sont suspendus à l'obi de leur propriétaire par une cordelette. Le netsuke, placé au-dessus du bord supérieur de l'obi sert à maintenir le sagemono tel un taquet.

## Historique
Il sert à retenir le sachet contenant une pierre à briquet (hiuchi-bukuro)  qui permet d’allumer un feu, la nuit, afin d'écarter les animaux sauvages.
La date d'apparition du netsuke au Japon est mal connue. Pour certains, ce serait à l'époque Fujiwara (889-1185), précisément au cours de la période Tokugawa ou Yoritomo (1148-1199), pour d'autres au cours de l'époque de Muromachi des shoguns Ashikaga (1335-1573). Pour d'autres, enfin, plus tardivement encore, à l'époque Azuchi Momoyama de Hideyoshi Toyotomi (1574-1602). Cependant, c'est à la période Kamakura (1185-1333) qu'on en retrouve des traces certaines[réf. nécessaire]. Le netsuke pourrait d'abord avoir été utilisé en Chine au XVIe siècle, avant d'être exporté au Japon.
À l'époque Kamakura, l'usage du hiuchi-bukuro s'étend aux bourses (kinchaku) contenant l'argent et les médicaments puis les rosaires.
Avec le temps, les bourses en tissu font place aux bourses en cuir (doran) et enfin aux inrō.
Le netsuke évolue lui aussi. Au cours de toute la période Edo, il connaît un essor important. Alors que l'ostentation des richesses est réprimée et que l'aspect vestimentaire est strictement contrôlé par les lois du shogun, c'est un simple morceau de bois ou de bambou sans forme particulière ou encore un coquillage percé pour laisser passer la cordelette qui ferme la bourse. Il se porte passé dans l'obi. Avec l'enrichissement d'une partie de la population, les netsuke sont faits de matériaux de plus en plus onéreux et richement sculptés portés discrètement à l'obi de leur propriétaire.
À partir de l'ère Meiji, le Japon s'ouvre au monde occidental. Le kimono est peu à peu abandonné au profit des vêtements occidentaux plus faciles à porter et munis de poches. Ce changement d'habitudes entraîne, à terme, la disparition de ce petit objet dans son utilisation primitive. Toutefois, de nombreux netsuke-shi (sculpteurs de netsuke) continuent de sculpter ces pièces traditionnelles pour l'exportation en direction de l'Occident où il est très prisé et aussi pour une demande intérieure persistante. En effet, les Japonais mettent un point d'honneur à arborer traditionnellement un inrō lors des grandes occasions.

## Le matériau
Le matériau dont est fait le netsuke destiné à retenir un inrō doit être léger pour ne pas abîmer la surface laquée de celui-ci. Il est alors fait de laque ou de rostre de narval. A contrario, pour les netsuke destinés à accrocher des bourses en tissu ou en cuir, le poids importe peu.
L'artiste utilise principalement le bois, matériau abondant sur place et bon marché. Presque simultanément apparaît l'usage de la corne de cerf (matériau abondant au Japon, solide mais difficile à travailler) et l'os. C'est au cours du XVIIIe siècle que l'usage de l'ivoire se généralise progressivement, que ce soit l'ivoire d'éléphant et/ou l'ivoire « marin » (dent de narval, de morse, de cachalot). Il existe bien quelques netsuke en pierre brute mais la pierre sculptée semble être l'apanage des Chinois.

### Le bois
Le bois est le matériau de prédilection pour les netsuke-shi : ébène, cyprès, paulownia, bambou, etc. Bon marché, il existe en grande quantité dans la nature. Parmi toutes les essences, le buis reste le plus couramment utilisé. Il est dur, donc résistant à l'usage, mais se prête bien à la sculpture. Certains netsuke en bois seront peints ou laqués. D'autres seront simplement vernis.

### Le bois de cerf
C'est un matériau très difficile à travailler car très dur. Il présente en outre de nombreuses zones spongieuses que l'artiste devra éliminer au maximum au cours du travail de sculpture. Par contre, il est bon marché car on trouve l'animal sur place.

### L'ivoire

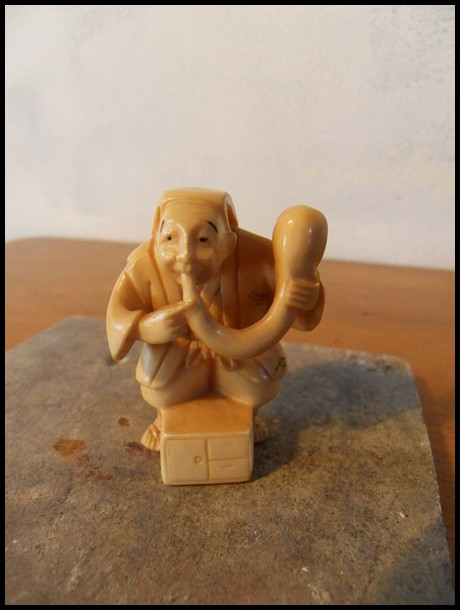
Netsuke représentant un musicien.

Il n'y a pas d'éléphant au Japon. L'ivoire est importé de Chine ou de Corée. C'est donc un matériau cher et par conséquent réservé aux personnes les plus fortunées. Mais il est plus facile à travailler que la corne de cerf car moins dur et d'une texture plus uniforme. Par contre, il est plus vulnérable à l'usage et perd peu à peu ses reliefs.

### Autres matériaux
- La porcelaine.
- La laque.
- Le métal. Ce dernier matériau est plutôt utilisé avec les blagues à tabac en cuir. Il est évité avec les inrō en laque car il pourrait abîmer le revêtement en le heurtant.
- Le cuir.
- La pierre brute (c'est-à-dire non sculptée mais naturellement polie) « montée » sur un anneau permettant de passer une cordelette. Il est également à proscrire avec l'usage de l'inrō.
- L'écaille de tortue.
- Les coques de noix ou de noisette.
- Le bec de calao. La face externe couleur de l'ivoire possède par endroits des plages de couleur allant du rouge franc au rouge orangé. Bien utilisée, cette particularité permet des effets surprenants : masque d'un individu grimaçant et rouge de colère, masque d'un autre individu aux cheveux roux, etc. Ce matériau est cependant rare.
- Le corail.
- L'ambre.

Les netsuke sont très souvent classés en fonction du matériau dont ils sont issus.

## Les différents thèmes
Il faut au sculpteur environ deux à trois mois pour réaliser une belle pièce. La plupart du temps, il s'agit de la représentation d'un animal. Non seulement les animaux du Zodiaque mais également ceux rencontrés dans la vie courante.
À côté de ce bestiaire, on trouve aussi des animaux mythologiques : dragons, shishi (chien de Fō), les kappa ou encore des personnages mythologiques (Hoteï, Shôki, Ashinaga, Tenaga, Daruma, Otofuku (encore appelée Okame ou Uzume) ou Fukurokuju), des personnages de la vie courante (pêcheurs, marchands, samouraïs) ou ceux ayant existé par le passé (Kwanyu).
Une catégorie à part est constituée par les masques (acteurs du théâtre nô ou kabuki, Otafuku, etc.).

## Les types denetsuke
Un netsuke peut être de différentes formes mais il se distingue toujours par sa petite taille (entre 3 et 8 cm) et par les himotoshi (deux petits trous communicants permettant de faire passer la cordelette dans le netsuke).
Le netsuke doit être compact, sa surface lisse, exempte d'aspérités qui pourraient blesser le propriétaire ou déchirer son kimono.
Les netsuke sont sculptés suivant la technique dite en ronde-bosse.
- Ichiraku netsuke : ce sont des netsuke tressés (lanières de bambou, canne, fil métallique). Ils ont des formes variées. Un d'entre eux, en forme de cendrier couvert (kurawa), est utilisé comme tel.
- Kagamibuta (également appelés kanabuta dans les régions d'Osaka et de Kyoto), netsuke formé de deux parties :
  - un cercle en ivoire enserrant ;
  - un disque de métal fait de différents alliages et décoré selon diverses techniques : gravure à l'eau-forte, incrustation, laque, sculpture en relief, dorure à la feuille, etc.[4]. L'intérêt du kagamibuta réside plus dans le travail du métal que dans celui du pourtour (encore qu'on trouve des cercles admirablement sculptés). Pour cette raison, nombre de kagamibuta ont été sculptés par des fabricants de sabres qui avaient perdu leur travail après que la loi, édictée à l'époque Meiji, eut interdit le port du sabre. Un œillet situé au verso du disque permet de passer la cordelette de l'inrō. Les kagamibuta ont surtout été réalisés au cours de l'ère Ansei (1854-1859).
- Katabori : netsuke en forme d'êtres humains ou d'animaux. Les surfaces en sont planes.
- Manju netsuke : netsuke de forme  arrondie et aplatie. Il est ainsi nommé en raison de sa forme générale qui n'est pas sans rappeler celle du gâteau japonais du même nom. Il est fait à partir de divers matériaux (ivoire, corne, bois, bambou, etc). Habituellement plein, le décor est appliqué à la surface soit par sculpture directe en relief, soit par gravure à l'eau-forte. Il peut être composé de deux parties de taille identique qui sont ensuite assemblées. À côté de ces formes rondes, typiques, coexistent des formes carrées ou ovales. Le passage de la cordelette est assuré par un anneau fixé sur le netsuke ou, plus souvent, par des trous de himotoshi. Les manju ont été surtout réalisés au cours de la période Meiji.
- Ryusa netsuke : il s'agit d'une variété particulière de manju. Les différentes arabesques, fleurs et/ou oiseaux qui le composent sont obtenues en taillant et en perforant le matériau. Lorsqu'il est en deux parties, le ryusa netsuke est fréquemment ajouré sur une roue de potier. Dans le cas contraire, il est évidé et sculpté au couteau. Cette technique a été mise au point au cours de la période Edo par un sculpteur nommé Ryusa.
- Sashi netsuke : ce sont des netsuke de forme allongée comme un poignard. Leur longueur est de 10 cm, voire plus. Ils se portent poussés à l'intérieur de la ceinture. Certains les considèrent comme une poignée de sac.

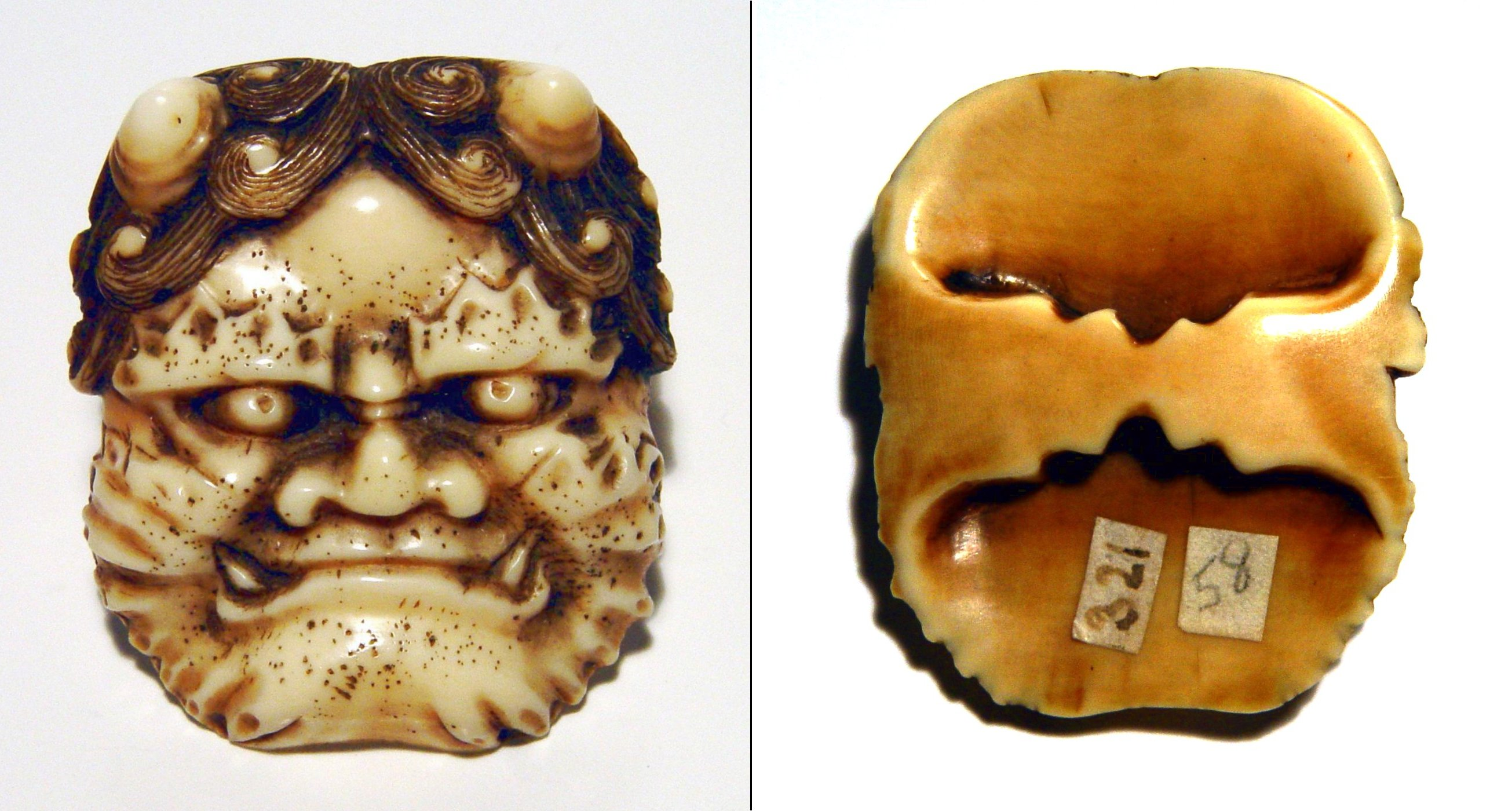
Netsuke en forme de masque.
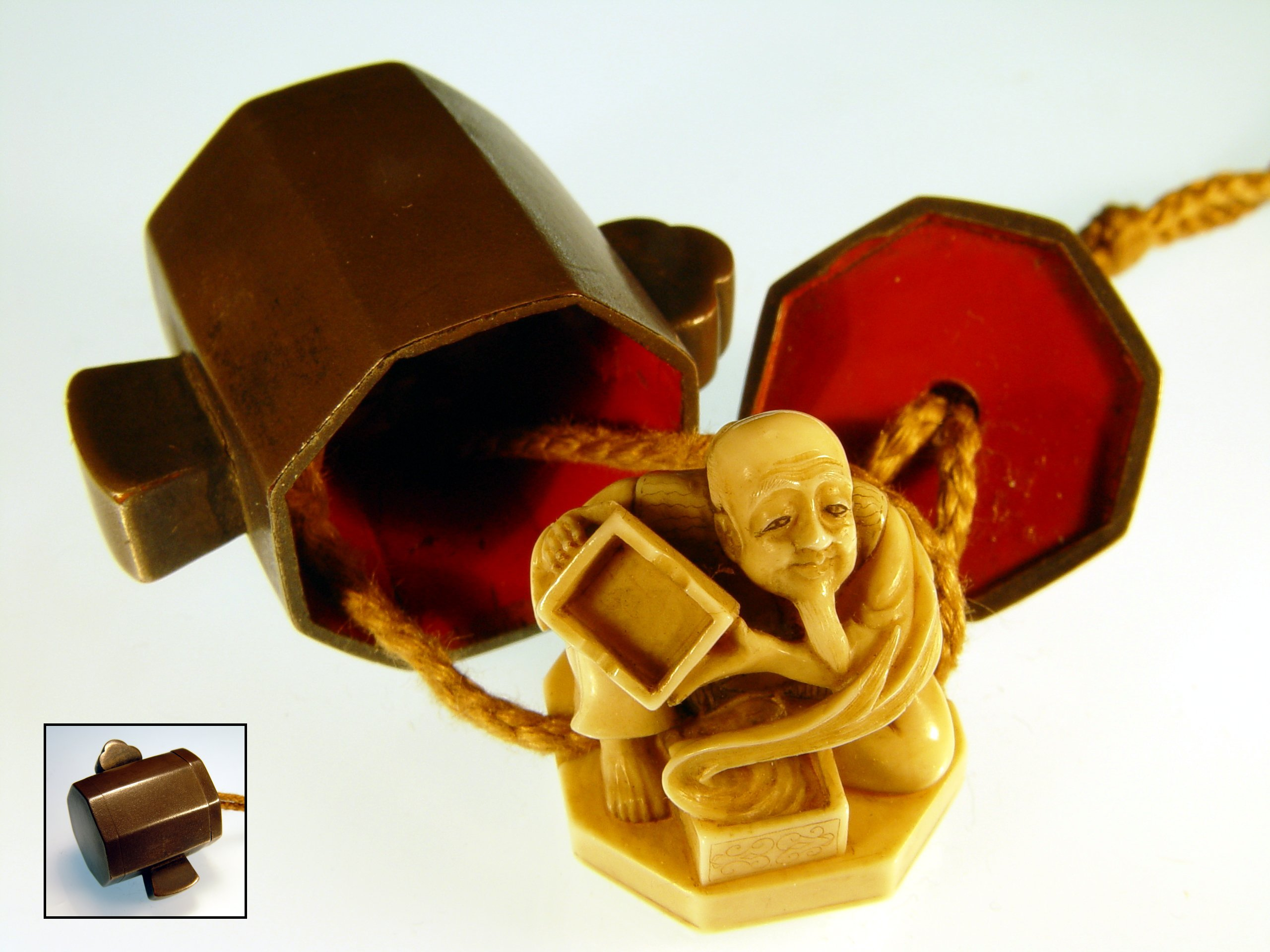
Netsuke à secret.
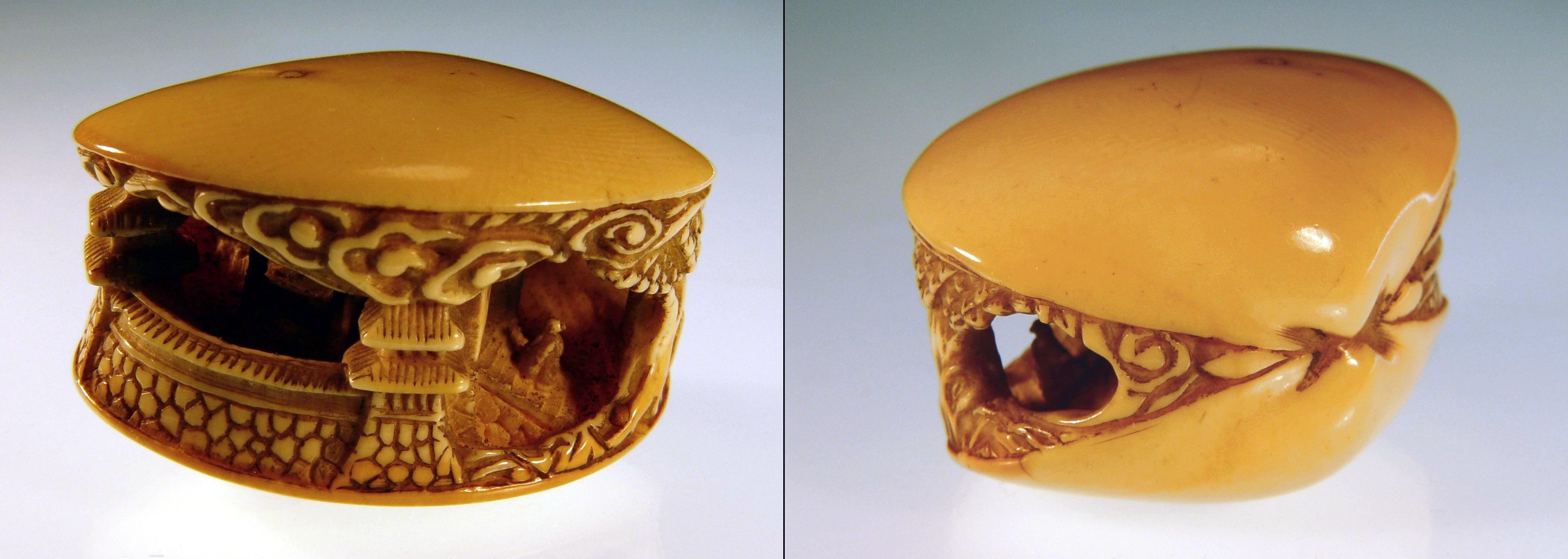
Netsuke anabori.
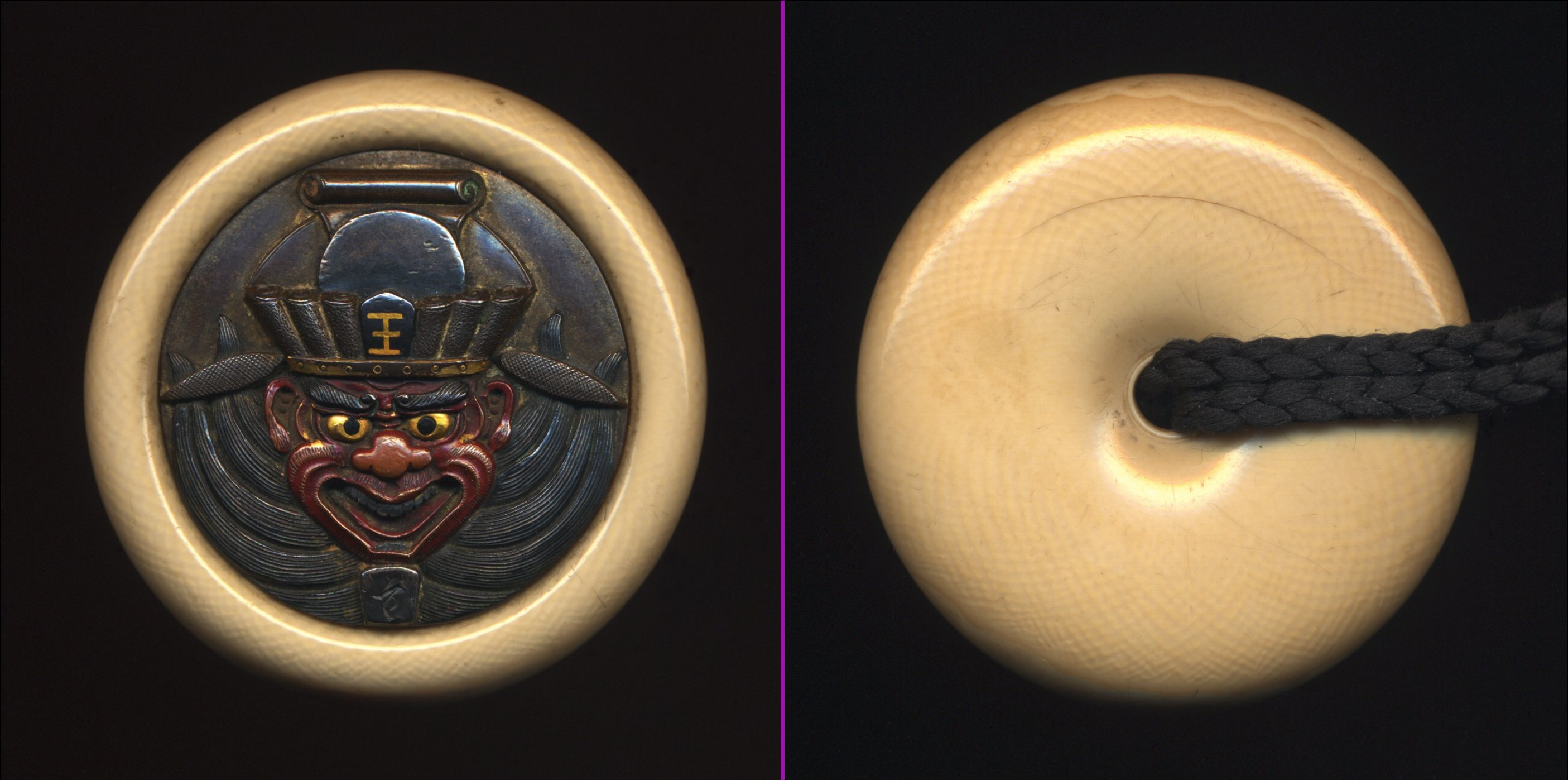
Nestuke kagamibuta.
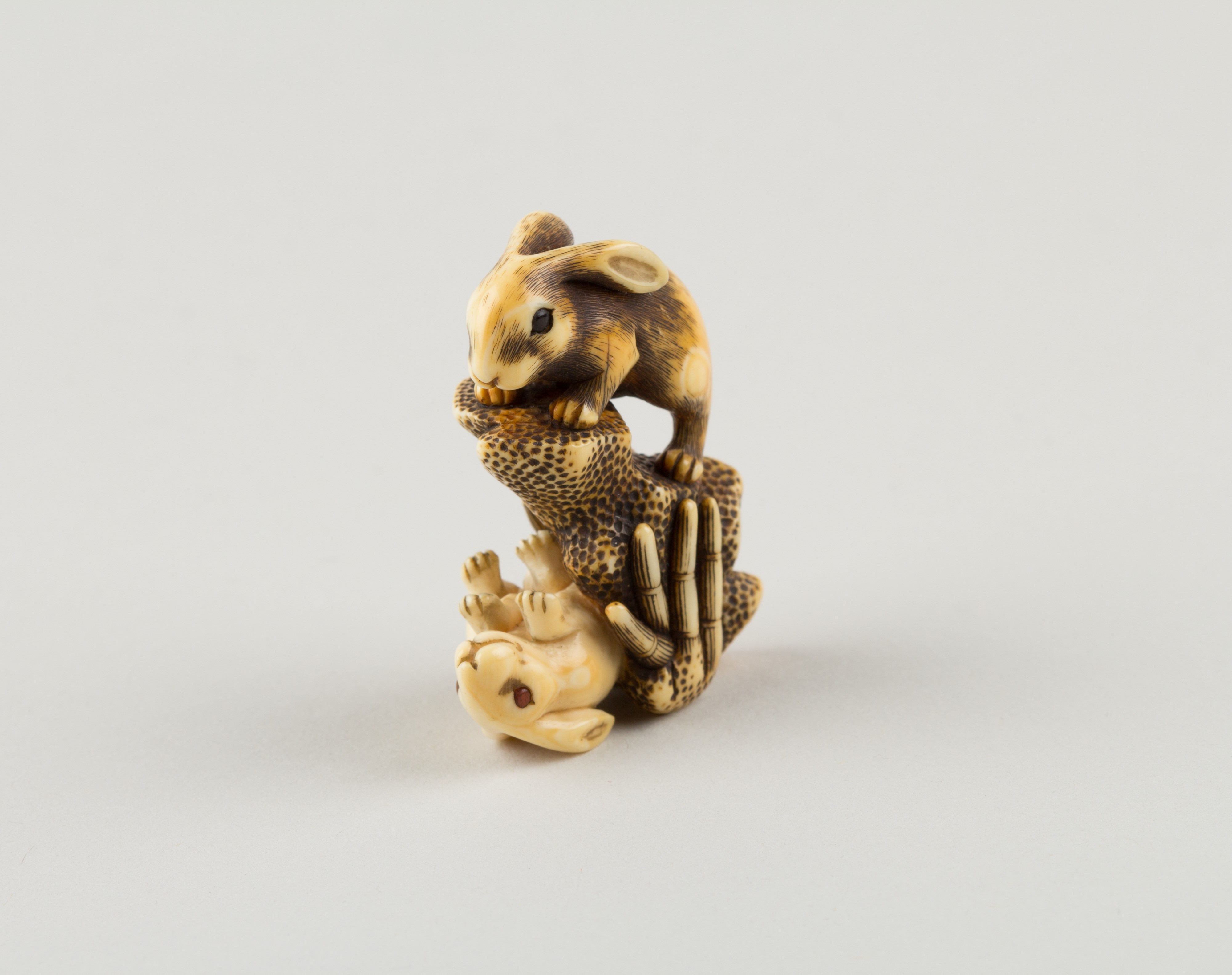
Netsuke katabori figurant des lapins.
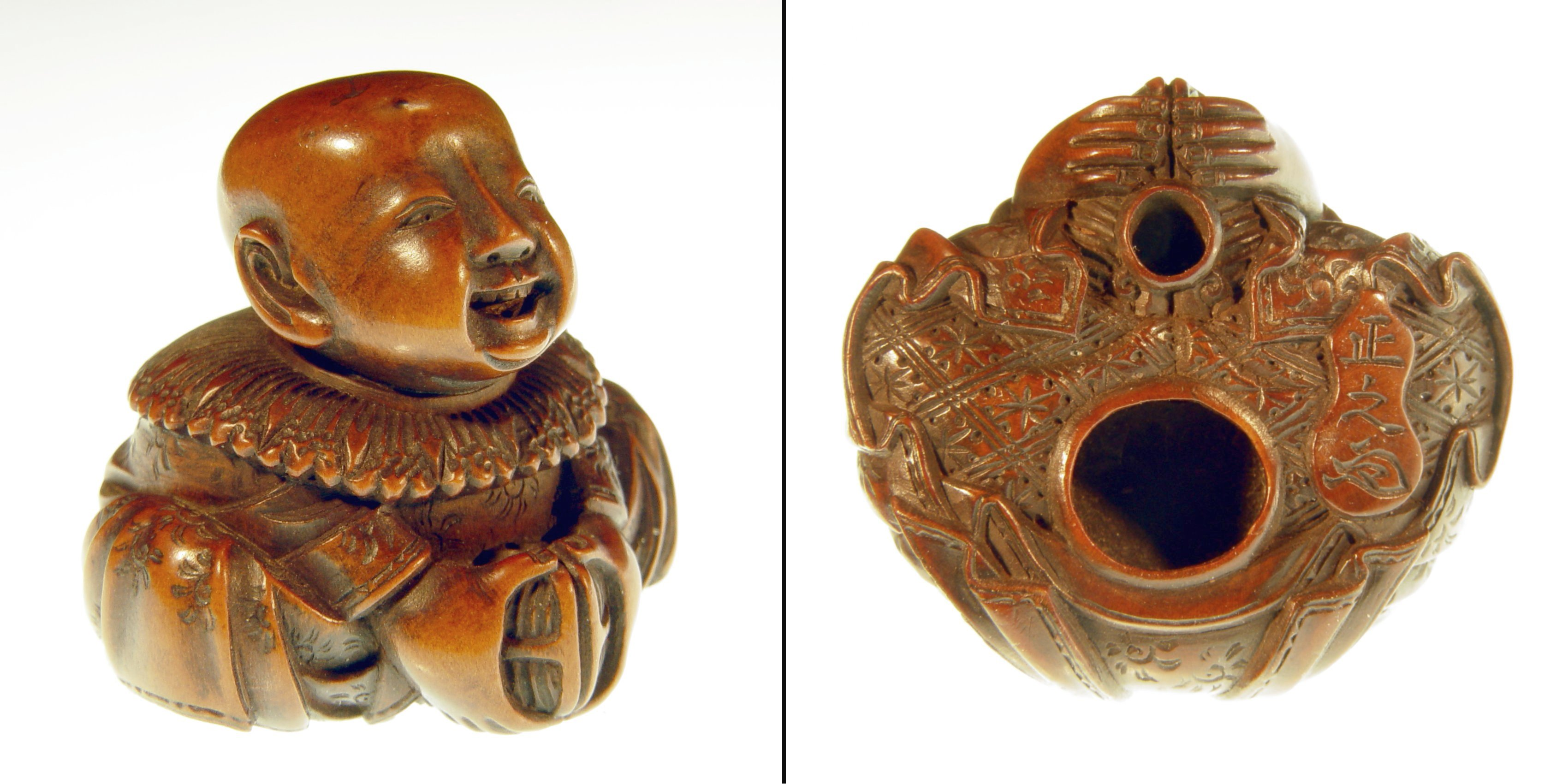
Netsuke katabori.
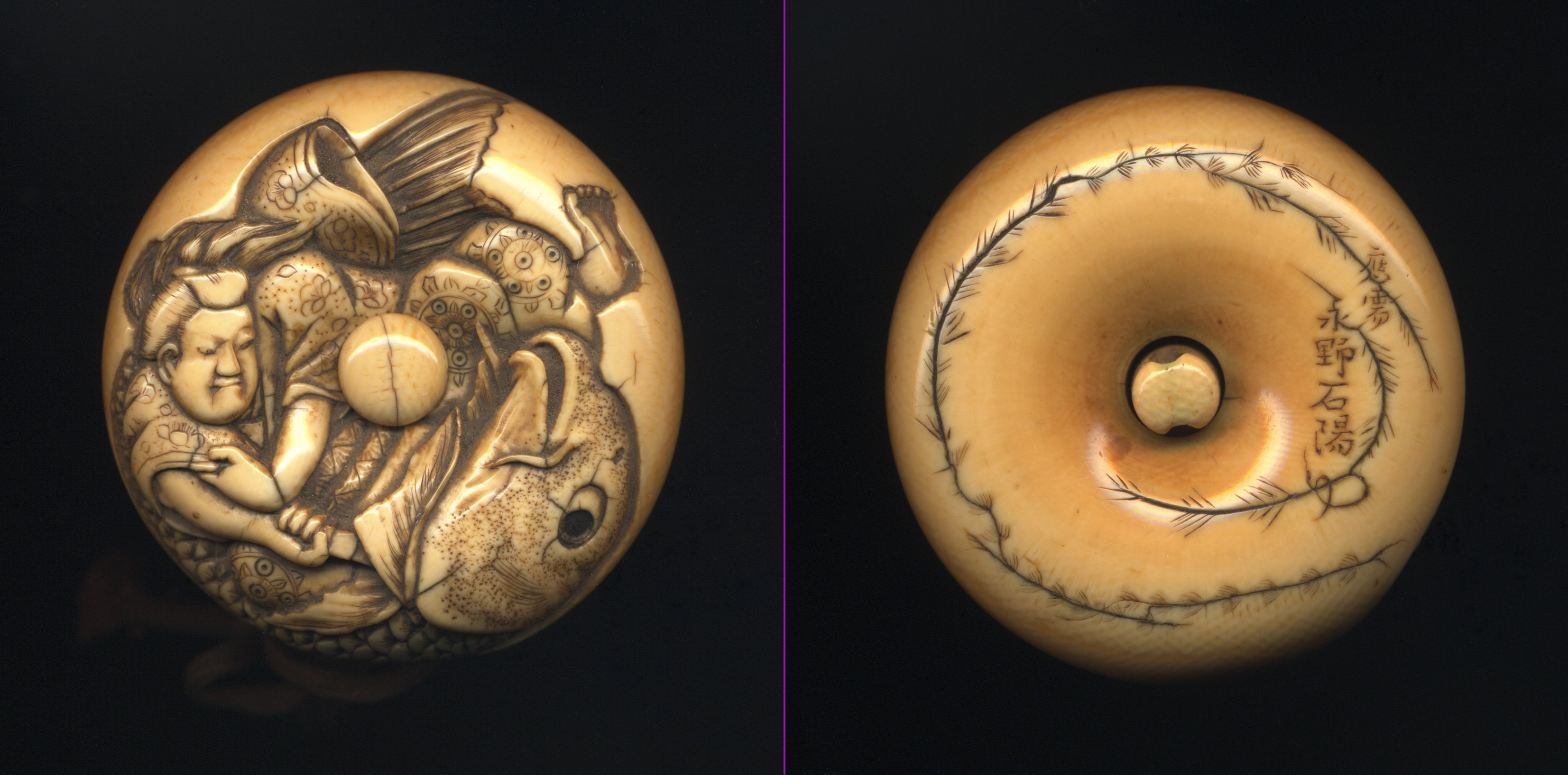
Netsuke en manjū.
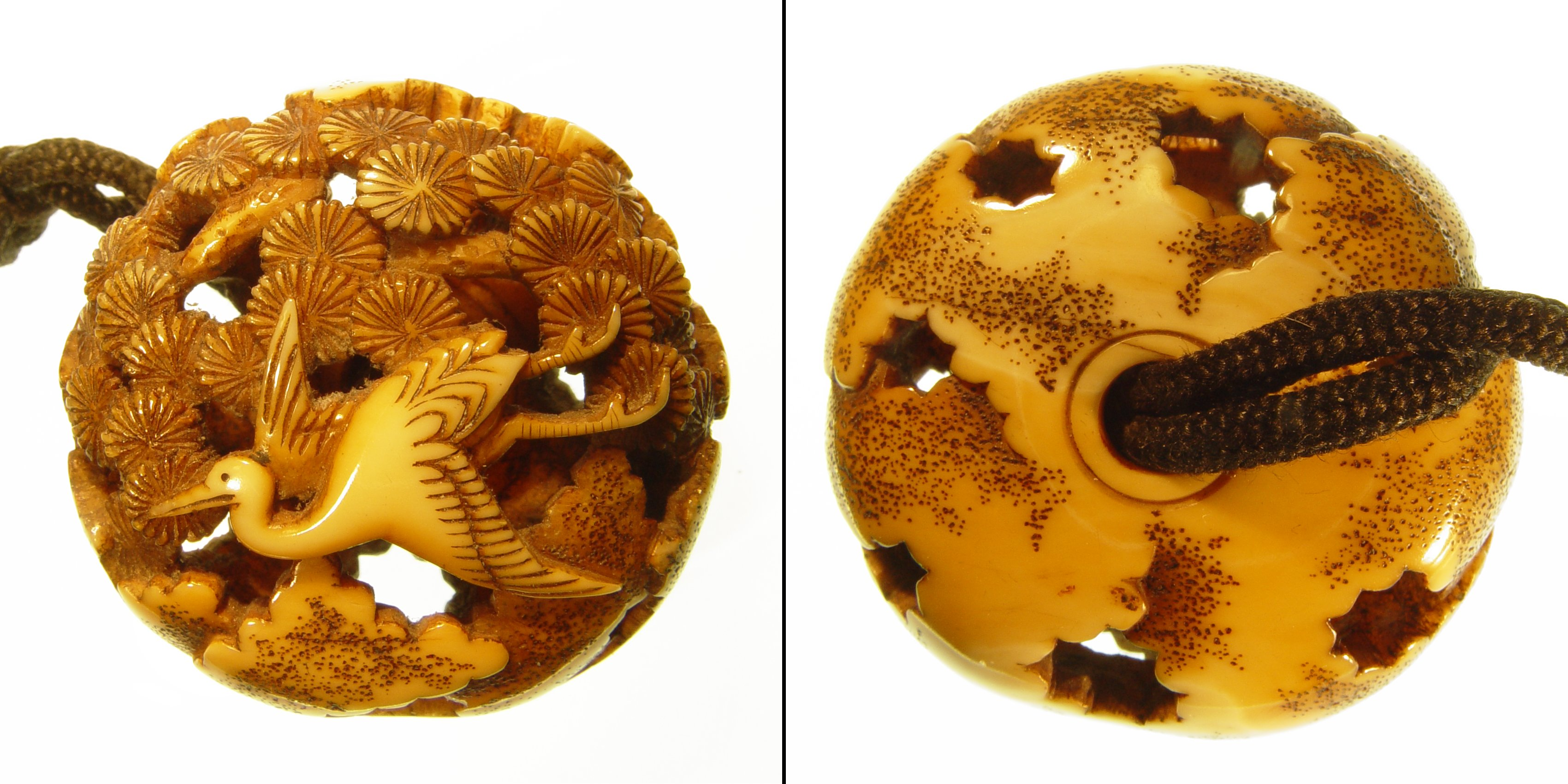
Netsuke ryusa.
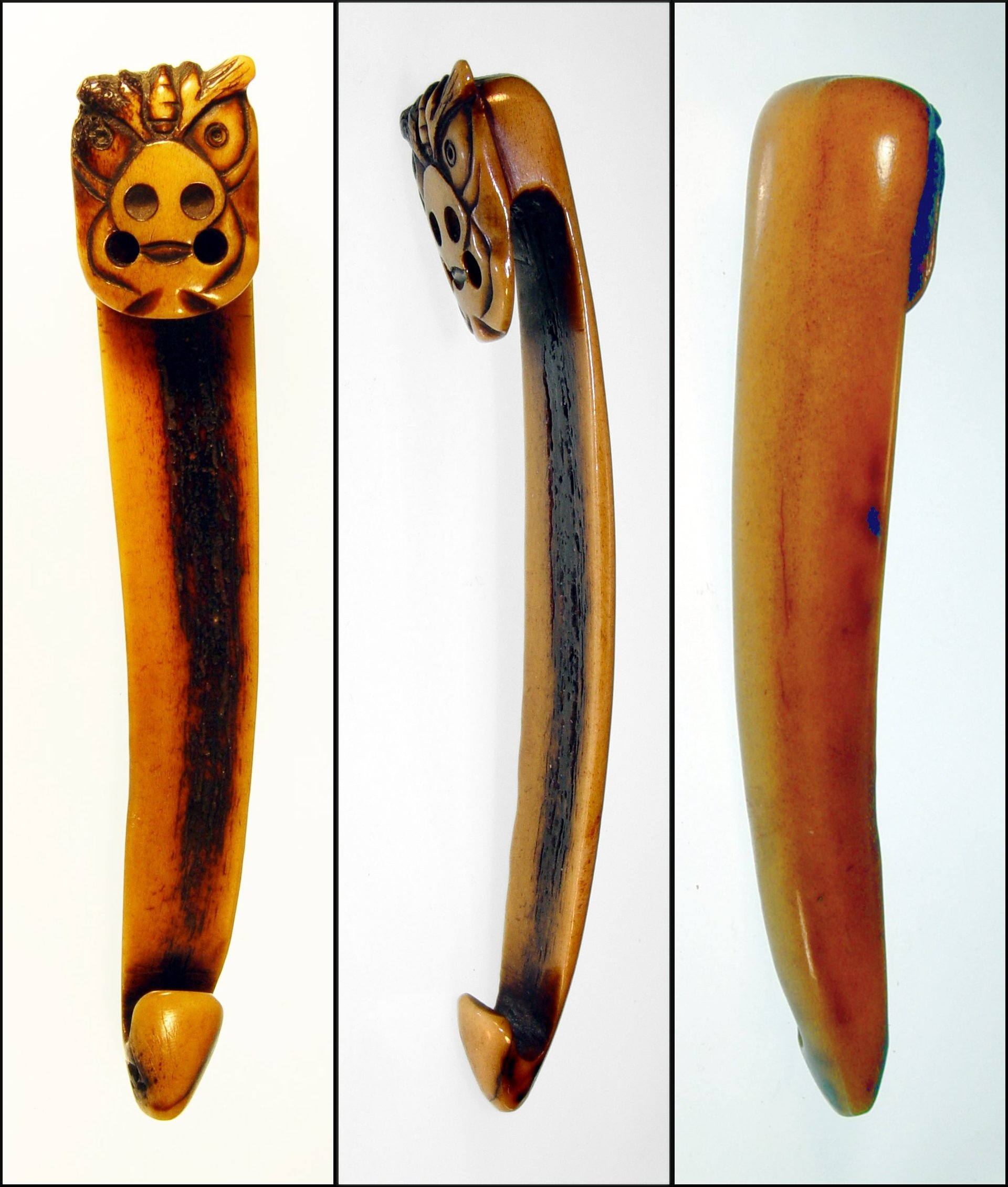
Netsuke en sashi.
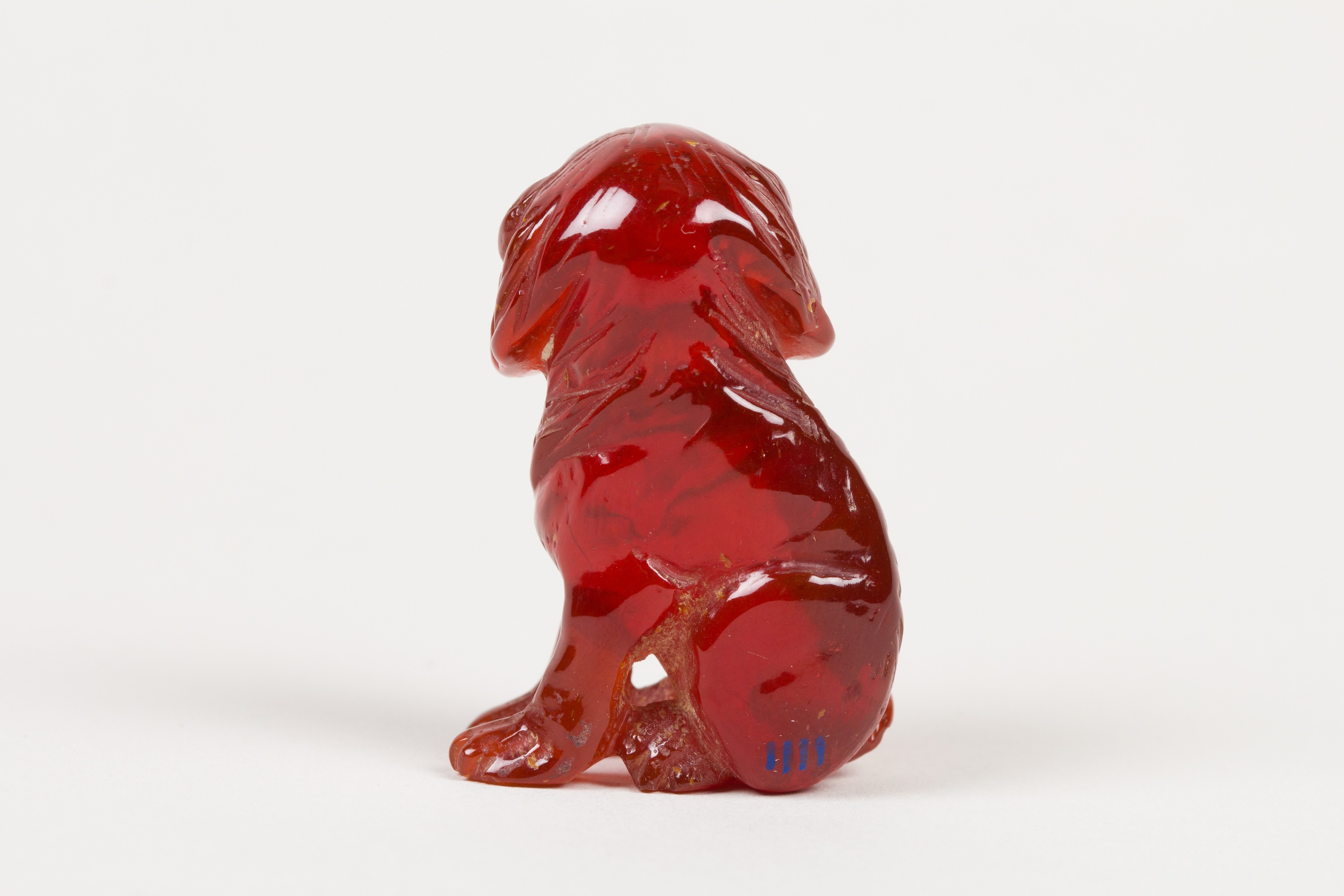
Netsuke en ambre.

## Glossaire
- Azana : surnom.
- Chomei : signature sculptée.
- Go : pseudonyme d'artiste. Un artiste peut choisir plusieurs pseudonymes au cours de sa vie
- Hanko : cf. in.
- In : sceau (à cacheter) imprimé.
- Inkoku : caractères ressemblant à ceux d'un sceau et sculptés sur l'œuvre d'art pour simuler un sceau.
- Kaimyo : nom posthume. Ce nom est conféré à l'issue d'une cérémonie bouddhique après la mort.
- Kaisho : caractères quadrangulaires imprimés sur l'objet.
- Kakihan ou kao : sceau sculpté. Le kakihan est souvent accompagné de la signature de l'artiste et ne pose alors aucun problème d'identification. Un kakihan isolé est impossible à identifier à moins que l'artiste ne soit très connu.
- Kanji : caractères chinois que les Japonais utilisent dans l'écriture.
- Kao : cf. kakihan.
- Kondoku :  caractères chinois utilisés dans le langage japonais.
- Mei : nom avec lequel l'artiste signe ses œuvres. Chomei n'est utilisé que pour les sculpteurs alors que mei s'applique à tous les artistes.
- Mosha : fac-similé de la signature.
- Na : nom donné.
- Ondoku : prononciation japonaise de caractères chinois.
- Raku-in : sensiblement identique à yaki-in. La signature est gravée sur un sceau en cuivre et appliquée sur l'œuvre à chaud.
- Sosho : écriture cursive.
- Tensho : style d'écriture utilisée pour l'impression avec un sceau.
- Tsusho : nom sous lequel l'artiste est connu.
- Uji : nom de famille.
- Yago : raison sociale. Ces noms se terminent toujours par le suffixe ya.
- Yaki-in : nom apposé à chaud. Habituellement sur les porcelaines ou les poteries.
- Yomyo : nom donné à un enfant avant l'âge adulte.

### Vocabulaire
| - Chokoku : action de sculpter - Gisaku : copie conforme. Par opposition à « imitation » (« ni mossu »). - Koku : sculpté - Makie : laque d'or - Monjin : élève de - Ni mosu : imitation - Oju : à la requête de - Okina : vieillard - Oko : pour réjouir le goût de |  | - Rojin : vieillard - Saku : fabriqué - Seisaku : production - Sha : copié - So : vieillard - Tenka-ichi : meilleur au monde (littéralement « premier sous le Paradis »). - To : coupé au couteau - Tsukaru : fabriqué |